# Oberschütze

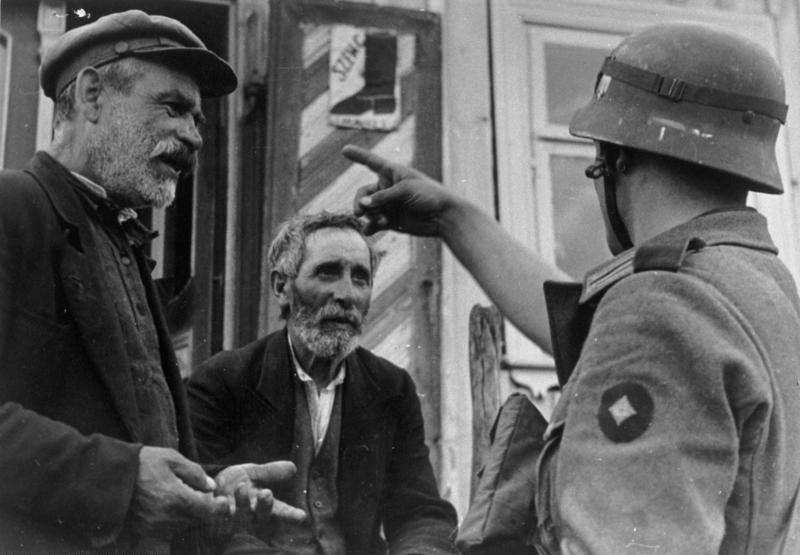
Soldado alemán conversando con judíos lituanos en 1941, nótese el parche de Oberschütze en el hombro izquierdo.

Oberschütze (traducido como, "tirador de 1.ª o soldado de 1.ª") era un rango militar alemán utilizado por primera vez en el Ejército bávaro a fines del siglo XIX.

## Uso
El rango y sus equivalentes (Oberkanonier, Oberpionier, etc.) se introdujeron generalmente en las Reichswehr alemana desde alrededor de 1920 y continuaron utilizándose en su sucesor, las Wehrmacht hasta 1945, con excepción del período comprendido entre octubre de 1934 y octubre de 1936, donde no hubo promociones para que este rango tuviera lugar. En la Kriegsmarine del Tercer Reich no había equivalente para este rango particular. El uso de Oberschütze y sus equivalentes alcanzó su apogeo durante la Segunda Guerra Mundial cuando las Wehrmacht mantuvieron el rango tanto en el Ejército alemán (Heer) como en la rama de las fuerzas terrestres de la fuerza aérea (Luftwaffe).
El rango de Oberschütze y sus equivalentes de tipo de unidad específica (Oberkanonier, Obergrenadier - a partir de 1942, Oberpionier, Oberfahrer, Oberfunker etc.) fue creado para dar reconocimiento y promoción dentro de la filas a los soldados rasos que habían alcanzado o mostraban una aptitud y habilidad superior a la media, sin embargo no calificaban para el ascenso al rango de Gefreiter (cabo). Una consideración para el ascenso al rango de Oberschütze generalmente se podía lograr después de seis meses a un año de servicio militar. 
En los ejércitos de otras naciones, Oberschütze se consideraba el equivalente de un soldado de primera o soldado primero.
Insignias del rango Oberschütze en el Heer hasta 1945

| Parches de Gorguera | Escalafón | Insignia de la manga (brazo superior izquierdo) | Descripción                  |
|                     |           |                                                 | Oberschütze (Tirador de 1.ª) |

## Waffen SS
El rango también se usó en las Waffen-SS desde 1940 hasta 1945, donde el rango se conocía como SS-Oberschütze, identificado por una estrella de tela usada en el brazo superior izquierdo, similar al Ejército alemán. 
Insignias del rango SS-Oberschütze de las Waffen-SS

| Parches de Gorguera | Escalafón | Insignia de la manga (brazo superior izquierdo) | Descripción                  |
|                     |           |                                                 | Oberschütze (Tirador de 1.ª) |